# Tokat Belediye Plevne Spor Kulübü 2021-2022 (pallavolo maschile)
Questa voce raccoglie le informazioni riguardanti il Tokat Belediye Plevne Spor Kulübü nelle competizioni ufficiali della stagione 2021-2022.

## Stagione
Il Tokat Belediye Plevne Spor Kulübü partecipa alla stagione 2021-22 senza alcuna denominazione sponsorizzata.
In Efeler Ligi si piazza al decimo posto, mentre in Coppa di Turchia non supera la fase a gironi.

## Organigramma societario
Area direttiva
- Presidente: Eyüp Eroğlu

Area tecnica
- Allenatore: İlker Altan
- Allenatore in seconda: Fatih Gür
- Assistente allenatore: Ali Tayoğlu
- Scoutman: Eser Kocaarslan

## Rosa
| N° | Nome               | Ruolo | Data di nascita   | Nazionalità sportiva |
| -- | ------------------ | ----- | ----------------- | -------------------- |
| 3  | Ali Heper          | L     | 11 gennaio 1999   | Turchia              |
| 4  | Ahmet Büyükgöz     | S     | 1º giugno 2000    | Turchia              |
| 5  | Atakan Topal       | C     | 1º gennaio 2000   | Turchia              |
| 6  | Fatih Cihan        | C     | 16 dicembre 1991  | Turchia              |
| 7  | Kaan Bülbül        | C     | 14 luglio 2001    | Turchia              |
| 8  | Hacı Şahin         | C     | 1º gennaio 2000   | Turchia              |
| 9  | Mehmet Hacıoğlu    | S     | 29 maggio 1995    | Turchia              |
| 10 | Arda Bostan        | P     | 13 gennaio 2002   | Turchia              |
| 11 | Mustafa Çervatoğlu | P     | 4 febbraio 2000   | Turchia              |
| 12 | Renee Teppan       | O     | 26 settembre 1993 | Estonia              |
| 13 | Semih Çelik        | L     | 29 novembre 1988  | Turchia              |
| 15 | Jhon Wendt         | O     | 15 gennaio 1994   | Francia              |
| 16 | Eren Kanlı         | S     | 16 gennaio 1999   | Turchia              |
| 17 | Rıfat Kantarcıoğlu | S     | 19 febbraio 1997  | Turchia              |
| 18 | Alisson Melo       | S     | 13 marzo 1993     | Brasile              |

## Statistiche

### Statistiche di squadra
| Competizione     | Punti | In casa | In casa | In casa | In trasferta | In trasferta | In trasferta | Totale | Totale | Totale |
| Competizione     | Punti | G       | V       | P       | G            | V            | P            | G      | V      | P      |
| ---------------- | ----- | ------- | ------- | ------- | ------------ | ------------ | ------------ | ------ | ------ | ------ |
| Efeler Ligi      | 28    | 13      | 7       | 6       | 13           | 2            | 11           | 26     | 9      | 17     |
| Coppa di Turchia | 3     | 0       | 0       | 0       | 0            | 0            | 0            | 3      | 1      | 2      |
| Totale           | -     | 13      | 7       | 6       | 13           | 2            | 11           | 29     | 10     | 19     |

G = partite giocate; V = partite vinte; P = partite perse

### Statistiche dei giocatori
| Giocatore       | Campionato | Campionato | Campionato | Campionato | Campionato | Coppa di Turchia | Coppa di Turchia | Coppa di Turchia | Coppa di Turchia | Coppa di Turchia | Totale | Totale | Totale | Totale | Totale |
| Giocatore       | P          | PT         | AV         | MV         | BV         | P                | PT               | AV               | MV               | BV               | P      | PT     | AV     | MV     | BV     |
| --------------- | ---------- | ---------- | ---------- | ---------- | ---------- | ---------------- | ---------------- | ---------------- | ---------------- | ---------------- | ------ | ------ | ------ | ------ | ------ |
| A. Bostan       | 26         | 85         | 22         | 28         | 35         | 3                | 3                | 1                | 1                | 1                | 29     | 88     | 23     | 29     | 36     |
| K. Bülbül       | 10         | 4          | 3          | 1          | 0          | 1                | 0                | 0                | 0                | 0                | 11     | 4      | 3      | 1      | 0      |
| A. Büyükgöz     | 20         | 52         | 43         | 4          | 5          | 2                | 2                | 2                | 0                | 0                | 22     | 54     | 45     | 4      | 5      |
| S. Çelik        | 26         | 0          | 0          | 0          | 0          | 3                | 0                | 0                | 0                | 0                | 29     | 0      | 0      | 0      | 0      |
| M. Çervatoğlu   | 19         | 1          | 0          | 1          | 0          | 1                | 0                | 0                | 0                | 0                | 20     | 1      | 0      | 1      | 0      |
| F. Cihan        | 26         | 131        | 92         | 30         | 9          | 3                | 14               | 10               | 3                | 1                | 29     | 145    | 102    | 33     | 10     |
| M. Hacıoğlu     | 25         | 256        | 220        | 24         | 12         | 3                | 18               | 16               | 0                | 2                | 28     | 274    | 236    | 24     | 14     |
| A. Heper        | 23         | 0          | 0          | 0          | 0          | 3                | 0                | 0                | 0                | 0                | 26     | 0      | 0      | 0      | 0      |
| E. Kanlı        | 11         | 8          | 6          | 1          | 1          | 0                | 0                | 0                | 0                | 0                | 11     | 8      | 6      | 1      | 1      |
| R. Kantarcıoğlu | 22         | 101        | 93         | 5          | 3          | 3                | 7                | 6                | 0                | 1                | 25     | 108    | 99     | 5      | 4      |
| A. Melo         | 26         | 368        | 325        | 33         | 10         | 3                | 42               | 39               | 3                | 0                | 29     | 410    | 364    | 36     | 10     |
| H. Şahin        | 16         | 26         | 14         | 10         | 2          | 3                | 8                | 6                | 2                | 0                | 19     | 34     | 20     | 12     | 2      |
| R. Teppan       | 14         | 237        | 202        | 16         | 19         | 3                | 26               | 21               | 3                | 2                | 17     | 263    | 223    | 19     | 21     |
| A. Topal        | 24         | 137        | 74         | 47         | 16         | 2                | 1                | 1                | 0                | 0                | 26     | 138    | 75     | 47     | 16     |
| J. Wendt        | 8          | 77         | 64         | 9          | 4          | -                | -                | -                | -                | -                | 8      | 77     | 64     | 9      | 4      |

P = presenze; PT = punti totali; AV = attacchi vincenti; MV = muri vincenti; BV = battute vincenti